# Гриффит, Эдриан
Эдриан Гриффит (англ. Adrian Griffith; род. 11 ноября 1984, Нассау) — багамский легкоатлет, специалист по бегу на короткие дистанции. Выступал на профессиональном уровне в 2002—2017 годах, обладатель серебряной медали Центральноамериканских и Карибских игр, чемпион Центральной Америки и Карибского бассейна, победитель и призёр ряда крупных международных стартов, действующий рекордсмен Багамских Островов в эстафете 4×100 метров, участник летних Олимпийских игр в Рио-де-Жанейро.

## Биография
Эдриан Гриффит родился 11 ноября 1984 года в Нассау, Багамские Острова.
Занимался лёгкой атлетикой во время учёбы в Dickinson State University в Дикинсоне, Северная Дакота. В составе университетской легкоатлетической команды регулярно принимал участие в различных студенческих соревнованиях. Окончил университет, получив степень бакалавра в области компьютерных наук.
Первого серьёзного успеха на международном уровне добился в сезоне 2002 года, когда вошёл в состав багамской сборной и выступил на домашних CARIFTA Games в Нассау, где выиграл серебряную медаль в прыжках с шестом и бронзовую медаль в семиборье. Помимо этого, на юниорском первенстве Центральной Америки и Карибского бассейна в Бриджтауне стал бронзовым призёром в десятиборье.
В 2004 году взял бронзу в прыжках в длину на молодёжном первенстве NACAC в Шербруке.
В 2005 году стартовал в десятиборье на домашнем центральноамериканском и карибском чемпионате в Нассау, но досрочно завершил выступление, не показав никакого результата.
В 2006 году в эстафете 4×100 метров получил серебро на молодёжном первенстве NACAC в Санто-Доминго и на Центральноамериканских и Карибских играх в Картахене.
В 2007 году отметился выступлением в спринтерских дисциплинах на Панамериканских играх в Рио-де-Жанейро.
На чемпионате Центральной Америки и Карибского бассейна 2008 года в Кали стал восьмым в беге на 100 метров и вторым в эстафете 4×100 метров.
В 2009 году на центральноамериканском и карибском чемпионате в Гаване был пятым в дисциплине 100 метров и третьим в эстафете 4×100 метров. На чемпионате мира в Берлине в 100-метровом беге дошёл до четвертьфинала.
В 2010 году бежал 100 метров и эстафету 4×100 метров на Центральноамериканских и Карибских играх в Маягуэсе, на Играх Содружества в Дели.
В 2011 году на центральноамериканском и карибском чемпионате в Маягуэсе финишировал седьмым и четвёртым в беге на 100 метров и в эстафете 4×100 метров соответственно. Бежал 100 метров на чемпионате мира в Тэгу и на Панамериканских играх в Гвадалахаре.
В 2013 году в эстафете 4×100 метров победил на чемпионате Центральной Америки и Карибского бассейна в Морелии, выступил на чемпионате мира в Москве.
В 2014 году бежал 60 метров на чемпионате мира в помещении в Сопоте, стал шестым в эстафете 4×200 метров на домашнем эстафетном чемпионате мира в Нассау. На Играх Содружества в Глазго вместе с соотечественниками занял пятое место в эстафете 4×100 метров, установив при этом ныне действующий национальный рекорд Багамских Островов в данной дисциплине — 38,52. Позднее также принял участие в Центральноамериканских и Карибских играх в Веракрусе.
В 2016 году в 60-метровом беге дошёл до полуфинала на чемпионате мира в помещении в Портленде. Благодаря череде успешных выступлений удостоился права защищать честь страны на летних Олимпийских играх в Рио-де-Жанейро — на предварительном квалификационном этапе 100 метров показал время 10,53, чего оказалось недостаточно для выхода во второй раунд соревнований.
В 2017 году отметился выступлением на чемпионате мира по эстафетам в Нассау. Впоследствии Гриффит был уличён в нарушении антидопинговых правил — его проба показала наличие анаболического стероидного препарата станозолола. В итоге спортсмена дисквалифицировали, и часть его результатов в этом сезоне была аннулирована.